# Roxboro (Észak-Karolina)
Roxboro város az USA Észak-Karolina államában, Person megyében, melynek megyeszékhelye is. Lakosainak száma 8134 fő (2020. április 1.).

## Népesség
A település népességének változása:
| Lakosok száma | 483  | 8362 | 8134 |
|               | 1880 | 2010 | 2020 |